# 小绿书

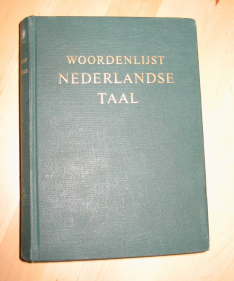
1954年版《小绿书》

《荷兰语词汇表》（荷蘭語：Woordenlijst Nederlandse Taal，發音：[ˈʋoːrdə(n)ˌlɛist ˈneːdərlɑntsə ˈtaːl]），通称《小绿书》（荷蘭語：Groene Boekje，發音：[ˈɣrunə ˈbukjə]），是一部荷蘭語拼写词典，由荷蘭語聯盟制定。其与普通词典的不同之处在于其不给出单词的释义，而是只给出单词的官方拼写。
《小绿书》由荷兰的Sdu和比利时佛兰德的Lannoo集团出版，有纸质版和光盘版；荷兰语联盟提供免费的官方网络版。其最新版于2015年10月13日由范达勒出版社代表荷兰语联盟出版。